# Невда
Не́вда (бел. Нёўда) — река в Белоруссии, протекает по территории Новогрудского и Кореличского районов Гродненской области, левый приток Сервеча. Длина реки — 39 км, площадь водосборного бассейна — 240 км². Среднегодовой расход воды в устье 1,7 м³/с.
Исток реки находится около деревни Невда (Новогрудский район) в 6 км к югу от центра города Новогрудок. Течёт от истока на юго-восток, затем поворачивает на восток и северо-восток. Верхнее течение проходит по Новогрудскому району, затем река перетекает в Кореличский район.
Река течёт в пределах Новогрудской возвышенности по холмистой местности, пересеченной глубокими ложбинами и оврагами. Долина преимущественно трапециевидная, ширина 2-3 км, с крутыми склонами высотой до 30 м. Пойма ровная, местами заболоченная, под кустарником, ширина 100—150 м. Русло сильно извилистое, от д. Околица до устья канализировано. Принимает сток из мелиоративных каналов.
Основные притоки — Крамовка, Агнеша (левые); Земчатка (правый).
Долина реки плотно заселена, река протекает ряд сёл и деревень: Залесовцы, Родогоща, Валевка (Новогрудский район); Сегда, Заречье, Саваши (Кореличский район).
Впадает в Сервеч у деревни Берёзовец в 5 км к юго-востоку от центра Корелич.

## Название
М. Рудницкий выводил название реки Невда из славянского ne и *vьda.
В. Жучкевич считал, что название Невда происходит от финской основы nevo - "болото", типичен также формант -да, обычный в финноязычных названиях.
В. Топоров полагал, что название Невды имеет балтское, ятвяжское происхождение и вместе с другими гидронимами, оканчивающимися на -da (Голда, Гривда, Сегда, Соколда, Ясельда), относится к региону неманско-бугско-днепровского водораздела. Он выводил элемент -da из балтского *uda "вода". Еще ранее, в 1923 году, такое направление истолкования этих региональных гидронимов предложил литовский языковед К. Буга.